# フィリップ・ダルザス
フィリップ・ダルザス（仏：Philippe d'Alsace, 1143年 - 1191年6月1日）は、中世フランスの貴族。ヴェルマンドワ伯（在位：1167年 - 1183年）、フランドル伯（フィリップ1世、在位：1168年 - 1191年）。ティエリー・ダルザスとシビーユ・ダンジューの次男でブローニュ伯マチューの弟、フランドル伯マルグリットの兄。

## 生涯
1156年に父の意向でヴェルマンドワ伯ラウル1世の娘エリザベートと政略結婚、1160年に妹マルグリットもエリザベートの弟ラウル2世と結婚、1167年にラウル2世が死去したためフィリップはヴェルマンドワ伯領を手に入れた。1157年から1159年まで両親が聖地エルサレム巡礼へ出かけた際、不在のフランドルを統治、父が帰国してからも引き続き内政を任され、外交に関わった父と役割を分担するようになり、1163年のグラヴリーヌ建設、アラスの特許状発給を手掛けた。これらの政策は都市からの要請に応じた物で、1157年から登用された側近で尚書部の上級役人だったエールのロベールがフランドル統治を支えた。
ロベールの登用に当たり、父がフィリップの補佐として尚書部へ入れることを考えていた末弟ピエールの存在は目障りだったとされ、父の側近でピエールが成長するまでの中継ぎだったデシデリウスが姿を消し、代わって尚書部で台頭し始めたピエールが1167年にカンブレー司教になるべくフランドルから出た背景には、彼を尚書部から送り出すことを画策したフィリップとロベールの関与が疑われている。ロベールの役割は地域社会の要望を汲み取り主君フィリップに伝え、政策に結実させることにあり、フィリップのブレーンだけでなく彼と都市の仲介役を務め政策立案と実行にも当たった。1168年の父の死によりフランドル伯を継承、単独統治していくことになる。
対外関係ではイングランド王ヘンリー2世と対立したカンタベリー大司教トマス・ベケットをロベールと親交があったことから支援、フランス王ルイ7世からはパリに近いヴェルマンドワ伯領の獲得で快く思われなかったが、フランドルとイングランドの接近を恐れられたため黙認された。
1173年に妻の従弟に当たるイングランド共治王若ヘンリー王が父のヘンリー2世に反乱を起こすと、若ヘンリー王に加担したルイ7世の求めに応じ、若ヘンリー王との同盟を兄のブローニュ伯マチュー・スコットランド王ウィリアム1世らと結んだ。領土の分け前としてケント・ドーヴァー城が約束され、6月にルーアンを包囲したが、ヘンリー2世の反撃でルーアンから撤退、ノルマンディーのドリヤンクールでマチューが戦死、反乱も1174年までに鎮圧された。以後1180年に姪イザベル・ド・エノー（妹マルグリットと再婚相手のエノー伯ボードゥアン5世の娘）を持参金代わりにアルトワ伯領を付けた上でルイ7世の息子フィリップ2世に嫁がせ、ヘンリー2世への対抗として若ヘンリー王の弟リチャード（後のリチャード1世）とフィリップ2世の間を仲介、両者を同盟させた。
十字軍に熱心で、1177年にエルサレム王国からの要請を受けると、個別で十字軍を組織して巡礼も兼ねて東方へ出発、現地で病弱な国王ボードゥアン4世の摂政を提案されたが拒否、エジプト遠征を巡るエルサレム王国など十字軍国家間の対立で滞在は短期間に終わった。また馬上槍試合に若ヘンリー王を誘い、1183年に彼が早世するとその死を惜しみ、部下のウィリアム・マーシャルの行く末を心配した。クレティアン・ド・トロワとの関与も指摘され、シャンパーニュの宮廷を頻繁に訪れクレティアンを庇護する契約を結んだが、1182年にクレティアンのパトロンであるマリー・ド・フランス（若ヘンリー王の異父姉）に再婚を申し込んで断られたため、シャンパーニュへ行けなくなりクレティアンをフランドルへ連れて行ったと言われる。クレティアンの未完の作品『ペルスヴァルまたは聖杯の物語』はフィリップに捧げられたことと、内容にフランドルで書いたことが確認され、1183年のクレティアン死後も別人に書き継がれていった。
フィリップ2世からは王家の外戚として権勢を振るうシャンパーニュ伯家（ブロワ家）に代わる後ろ盾として頼りにされたが、フィリップ2世がヘンリー2世の仲介でシャンパーニュ派と和睦すると一転して排除の対象にされたため、シャンパーニュ派やブルゴーニュ公ユーグ3世と同盟して反乱を起こした。だがフィリップ2世に勝てなかったばかりか、同盟相手をフィリップ2世に引き抜かれ劣勢となり、1185年のボーヴ条約でフィリップ2世と和睦したが、領土の大半を奪われたためこれは事実上の敗北だった（その中には1183年に死去した妻の遺領ヴェルマンドワ伯領や姪の持参金代わりだったアルトワ伯領も含まれていた）。
第3回十字軍に参加してからはイングランドに協力、1189年に船でイングランドからカレーに渡ったリチャード1世を出迎え、1191年4月にリチャード1世の母アリエノール・ダキテーヌに同行、リチャード1世の結婚相手ベレンガリア・オブ・ナヴァールを連れたアリエノールと共にシチリアのメッシーナまで船で渡った。しかし同年6月1日に死去、子供が無かったためフランドル伯領の相続問題で不安になったフィリップ2世は、アッコ包囲戦が終結した後の7月31日に十字軍から離脱してフランスへ帰国した。フランドルは妹夫婦が継承した。

## 子女
ヴェルマンドワ伯ラウル1世と妃ペトロニーユの長女エリザベートと結婚、ポルトガル王アフォンソ1世と妃マファルダの次女テレサと再婚したが、どちらの結婚でも子供は生まれなかった（ただし、ティエリーという庶子はいた）。